# Qoonie
Qoonie（クーニー）は、日本のシンガーソングライター、作曲家、ピアニスト。ソロ活動のほか、音楽ユニットSeptember (Rie&Qoonie) での活動や、他アーティストへの楽曲提供を行う。 広島県東広島市出身。

## 略歴
中学2年生のころから曲を書き始め、高校生のときはオリジナル楽曲で弾き語りスタイルのライブを頻繁に行う。大学生時代には作成したデモテープを各方面へと配付するようになり、その中の一本がプロデューサーの耳に止まり、卒業後に上京した。
2001年（平成13年）1月にインディーズレーベル（音倉レコード）よりシングル「そばにいてあげる」をリリース。（天野月と同じく、音倉レコードの発足時の新人であった。）同年8月に大江千里「これから」のカヴァーを中心としたミニアルバムをリリース、これが年間有線リクエストインディーズチャートで4位を獲得。その直後、同一ミニアルバムに収録されていた本人の作詞・作曲によるオリジナル曲「ひとつの声」も同チャートで3位になった。その後2002年（平成14年）2月にシングル「ヨアケマエ」でメジャーデビューした。
2004年（平成16年）にRieらと共に、ピアノとチェロとボーカルのアンサンブルユニット「September」を結成し、ピアノやコーラスを担当するほか、多くの作曲を手掛ける。その後、2009年にはシンガーソングライターとしての活動も再開しており、Rie＆Qoonie (September) のユニットとしての活動にとどまらず、東京を中心としたソロライブを展開している。また他アーティストへの楽曲提供やライブサポートなどもしている。

## ディスコグラフィー

### Qoonie
- 1st Single : そばにいてあげる（2001年1月発売）
- 1stAlbum : これから〜2001年、夏〜（2001年8月1日発売） - 大江千里のカバー曲
- 2nd Single : ヨアケマエ（2002年2月20日発売）
- 1st Mini Album : そばにいてあげる（2005年11月9日発売）
- 2nd Mini Album：ビューティフルワールド（2011年4月27日発売）

### September - Rie&Qoonie
- 1st Single：冬のソナタ 〜最初から今まで〜
- 2nd Single：約束
- 3rd Single：A moment to remember
- 1st Album：UNO
- 4th Single：赤い糸
- 5th Single：25時の沙羅
- 6th Single：咲きましょう
- 7th Single：明日咲く花
- 2nd Album：FLOWERs

（上記までSeptember名義）
- 8th Single:あのね 〜青色の傘〜

### その他
- コンピレーションアルバム「鍵盤大盛。（ぴあのおおもり）」（2010年5月5日発売）に参加